# Thomas Sandford
Thomas Sandford (* 1762 im Westmoreland County, Colony of Virginia; † 10. Dezember 1808 bei Covington, Kentucky) war ein US-amerikanischer Politiker. Zwischen 1803 und 1807 vertrat er den Bundesstaat Kentucky im US-Repräsentantenhaus.

## Werdegang
Das genaue Geburtsdatum von Thomas Sandford ist nicht überliefert. Er erhielt eine gute Schulausbildung und nahm als Soldat am Unabhängigkeitskrieg teil. Nach dem Krieg zog er nach Covington im späteren Kentucky, wo er in der Landwirtschaft arbeitete. Politisch wurde Sandford Mitglied der von Thomas Jefferson gegründeten Demokratisch-Republikanischen Partei. Im Jahr 1799 war er Delegierter auf einer Versammlung zur Überarbeitung der Verfassung von Kentucky. Zwischen 1800 und 1802 saß er im Staatssenat. Danach war er 1802 Abgeordneter im Repräsentantenhaus von Kentucky.
Bei den Kongresswahlen des Jahres 1802 wurde er im damals neu eingerichteten Wahlbezirk von Kentucky in das US-Repräsentantenhaus in Washington, D.C. gewählt, wo er am 4. März 1803 sein neues Mandat antrat. Nach einer Wiederwahl im Jahr 1804 konnte er bis zum 3. März 1807 zwei Legislaturperioden im Kongress absolvieren. Während seiner Zeit als Kongressabgeordneter wurde im Jahr 1803 durch den von Präsident Jefferson getätigten Louisiana Purchase das Staatsgebiet der Vereinigten Staaten beträchtlich erweitert. Im Jahr 1804 wurde der zwölfte Verfassungszusatz ratifiziert.
Thomas Sandford ertrank am 10. Dezember 1808 nahe Covington im Ohio River.